# هنگ کنگ در المپیک تابستانی ۲۰۲۴
کاروان المپیکی هنگ کنگ، یکی از کاروان‌های شرکت‌کننده در بازی‌های المپیک تابستانی ۲۰۲۴ بود. این دوره از بازی‌ها از ۲۶ ژوئیه تا ۱۱ اوت ۲۰۲۴ (۵ تا ۲۱ امرداد ۱۴۰۳ خورشیدی) به میزبانی پاریس، پایتخت فرانسه برگزار شد. این حضور، هجدهمین حضور کاروان هنگ کنگ در بازی‌های المپیک تابستانی از زمان نخستین حضور به عنوان مستعمره بریتانیا در سال ۱۹۵۲ و هفتمین حضور پس از بازگشت به عنوان بخشی از جمهوری خلق چین در سال ۱۹۹۷ بود.
کاروان هنگ کنگ با کسب ۲ مدال طلا و ۲ برنز، در جایگاه سی و هفتم رده‌بندی نهایی این دوره از بازی‌های المپیک قرار گرفت.

## مدال‌آوران
| مدال | ورزشکار       | ورزش      | رویداد            | تاریخ    |
| ---- | ------------- | --------- | ----------------- | -------- |
| طلا  | ویویان کونگ   | شمشیربازی | اپه زنان          | ۲۷ ژوئیه |
| طلا  | چئونگ کا-لونگ | شمشیربازی | فویله مردان       | ۲۹ ژوئیه |
| برنز | شوان هاوهی    | شنا       | ۲۰۰ متر آزاد زنان | ۲۹ ژوئیه |
| برنز | شوان هاوهی    | شنا       | ۱۰۰ متر آزاد زنان | ۳۱ ژوئیه |

## شرکت‌کنندگان
جدول زیر، فهرستی از ورزشکاران هنگ کنگ در این دوره از بازی‌ها است.
| ورزش             | مردان | زنان | مجموع |
| ---------------- | ----- | ---- | ----- |
| دو و میدانی      | ۱     | ۰    | ۱     |
| بدمینتون         | ۲     | ۴    | ۶     |
| دوچرخه‌سواری      | ۱     | ۱    | ۲     |
| شمشیربازی        | ۲     | ۲    | ۴     |
| ژیمناستیک        | ۱     | ۰    | ۱     |
| جودو             | ۰     | ۱    | ۱     |
| قایقرانی         | ۱     | ۰    | ۱     |
| قایقرانی بادبانی | ۴     | ۱    | ۵     |
| شنا              | ۱     | ۶    | ۷     |
| تنیس روی میز     | ۱     | ۳    | ۴     |
| تکواندو          | ۱     | ۰    | ۱     |
| سه‌گانه           | ۱     | ۰    | ۱     |
| مجموع            | ۱۶    | ۱۸   | ۳۴    |